# كيلي ستيوارت
كيلي ستيوارت (بالإنجليزية: Kelly Stuart)‏ هي كاتبة مسرحية وكاتِبة أمريكية، ولدت في 2 يونيو 1961.